# NGC 1012
NGC 1012 je čočková galaxie v souhvězdí Berana. Její zdánlivá jasnost je 12,2m a úhlová velikost 2,5′ × 1,1′. Je vzdálená 48 milionů světelných let, průměr má 35 000 světelných let. Galaxii objevil 11. září 1784 William Herschel.